# Пац, Юрий
Ю́рий Пац (Па́цович; пол. Jerzy Pac, укр. Юрій Пац; середина XV века — около 1505) — государственный деятель Великого княжества Литовского, маршалок господарский  (1480—1486), наместник ковенский, новогрудский, полоцкий, воевода киевский (1486—1492). Представитель рода Пацов.
Один из первых организаторов и непосредственный руководитель иррегуллярных казацких отрядов в стычках с татарами, московскими посольствами, ходившими в Крым в поисках союзников в войнах с Литвой. Инициатор создания постоянных постов (застав) в приграничных районах, нападений на татарские города (Очаков).
В некоторых источниках Юрий Пац назван гетманом Украины (1486—1492) до её разделения.

## Биографические данные
Отцом Юрия был Пац Даушкевич.
В 1480 году Юрий Пац был назначен маршалком Великого княжества Литовского. Являлся членом Рады Великого княжества Литовского. Пользовался особым доверием у Казимира IV Ягеллона, благодаря чему в 1486 году занял пост киевского воеводы и наместника, функции которого предусматривали оборону земель от нападений крымчаков.
В 1489 году его слуги («Юрьевы люди Пацевича»), напали и погромили московских послов и купцов на Днепровском перевозе.
Возглавлял наместничества ковенское, новогрудское (1492—1496) и полоцкое (1496—1501).
Крупный землевладелец. Отличался необузданным характером. Во время споров и столкновений за границы имения, Юрий Пац убил некоего шляхтича Тишка, вассала Ходкевича Кореневского, за что был вынужден заплатить сыну убитого 200 коп грошей и уступить спорную территорию.
После смерти Юрия Паца в 1505 году его имущество унаследовал единственный сын Николай, великий ловчий литовский, великий подкоморий литовский, воевода подляский.
Женой Юрия была кобринская княгиня Федо́ра, принявшая католичество под именем София.